# Costa nord de Ciutadella
La costa Nord de Ciutadella és una Àrea Natural d'Especial Interès, gràcies a l'harmonia de la fauna que s'hi pot trobar i, bellesa de la costa (els penya-segats). És gestionada per l'ajuntament de Ciutadella de Menorca i segueix els següents criteris de protecció: 
- Prohibida la construcció d'habitatges a menys de 200 metres de la costa.
- Penalitzada la tala de la vegetació superior a 40 metres quadrats.
- No és permès l'abocament de cap mena de fems a la costa.